# Gancourt-Saint-Étienne
Gancourt-Saint-Étienne és un municipi francès situat al departament del Sena Marítim i a la regió de Normandia. L'any 2007 tenia 224 habitants.

## Demografia

### Població
El 2007 la població de fet de Gancourt-Saint-Étienne era de 224 persones. Hi havia 95 famílies de les quals 34 eren unipersonals (15 homes vivint sols i 19 dones vivint soles), 23 parelles sense fills i 38 parelles amb fills.
La població ha evolucionat segons el següent gràfic:
Habitants censats

### Habitatges
El 2007 hi havia 126 habitatges, 95 eren l'habitatge principal de la família, 27 eren segones residències i 4 estaven desocupats. 125 eren cases i 1 era un apartament. Dels 95 habitatges principals, 84 estaven ocupats pels seus propietaris, 10 estaven llogats i ocupats pels llogaters i 1 estava cedit a títol gratuït; 3 tenien dues cambres, 13 en tenien tres, 32 en tenien quatre i 47 en tenien cinc o més. 61 habitatges disposaven pel capbaix d'una plaça de pàrquing. A 42 habitatges hi havia un automòbil i a 46 n'hi havia dos o més.

### Piràmide de població
La piràmide de població per edats i sexe el 2009 era:
| Homes | Edats   | Dones |
| ----- | ------- | ----- |
| 0     | 95 o +  | 0     |
| 0     | 90 a 94 | 0     |
| 0     | 85 a 89 | 0     |
| 0     | 80 a 84 | 4     |
| 4     | 75 a 79 | 8     |
| 4     | 70 a 74 | 4     |
| 8     | 65 a 69 | 0     |
| 8     | 60 a 64 | 4     |
| 0     | 55 a 59 | 0     |
| 0     | 50 a 54 | 4     |
| 12    | 45 a 49 | 4     |
| 16    | 40 a 44 | 8     |
| 8     | 35 a 39 | 20    |
| 8     | 30 a 34 | 16    |
| 4     | 25 a 29 | 0     |
| 4     | 20 a 24 | 4     |
| 4     | 15 a 19 | 24    |
| 4     | 10 a 14 | 24    |
| 12    | 5 a 9   | 0     |
| 12    | 0 a 4   | 4     |

## Economia
El 2007 la població en edat de treballar era de 144 persones, 107 eren actives i 37 eren inactives. De les 107 persones actives 95 estaven ocupades (54 homes i 41 dones) i 13 estaven aturades (5 homes i 8 dones). De les 37 persones inactives 14 estaven jubilades, 10 estaven estudiant i 13 estaven classificades com a «altres inactius».

### Ingressos
El 2009 a Gancourt-Saint-Étienne hi havia 103 unitats fiscals que integraven 244,5 persones, la mediana anual d'ingressos fiscals per persona era de 16.816 €.

### Activitats econòmiques
Dels 9 establiments que hi havia el 2007, 1 era d'una empresa de construcció, 3 d'empreses de comerç i reparació d'automòbils, 1 d'una empresa d'hostatgeria i restauració, 1 d'una empresa financera i 3 d'empreses de serveis.
L'únic servei als particulars que hi havia el 2009 era un restaurant.
L'any 2000 a Gancourt-Saint-Étienne hi havia 17 explotacions agrícoles que ocupaven un total de 936 hectàrees.

## Poblacions més properes
El següent diagrama mostra les poblacions més properes.